# Japán az 1936. évi téli olimpiai játékokon
Japán a németországi Garmisch-Partenkirchenben megrendezett 1936. évi téli olimpiai játékok egyik részt vevő nemzete volt. Az országot az olimpián 7 sportágban 31 sportoló képviselte, akik érmet nem szereztek.

## Alpesisí
Férfi
| Versenyző         | Versenyszám | Lesiklás | Lesiklás | Lesiklás | Műlesiklás | Műlesiklás | Műlesiklás | Műlesiklás | Műlesiklás | Műlesiklás | Műlesiklás | Összesítés | Összesítés |
| Versenyző         | Versenyszám | Lesiklás | Lesiklás | Lesiklás | 1. futam   | 1. futam   | 2. futam   | 2. futam   | Össz.      | Össz.      | Össz.      | Összesítés | Összesítés |
| Versenyző         | Versenyszám | Idő      | Pont     | Hely.    | Idő        | Hely.      | Idő        | Hely.      | Idő        | Pont       | Hely.      | Pont       | Helyezés   |
| ----------------- | ----------- | -------- | -------- | -------- | ---------- | ---------- | ---------- | ---------- | ---------- | ---------- | ---------- | ---------- | ---------- |
| Szekido Cutomu    | Összetett   | 7:23,4   | 64,82    | 46.      | 2:04,5     | 41.        | kizárták   | kizárták   | kiesett    | kiesett    | kiesett    | kiesett    | kiesett    |
| Szekigucsi Iszamu | Összetett   | 6:48,6   | 70,34    | 41.      | 1:52,5     | 34.        | kizárták   | kizárták   | kiesett    | kiesett    | kiesett    | kiesett    | kiesett    |
| Tadano Hirosi     | Összetett   | 7:58,6   | 60,05    | 49.      | 1:49,4     | 32.        | kizárták   | kizárták   | kiesett    | kiesett    | kiesett    | kiesett    | kiesett    |

## Északi összetett
| Versenyző         | Sífutás | Sífutás | Sífutás | Síugrás  | Síugrás  | Síugrás  | Síugrás  | Síugrás | Síugrás | Összesítés | Összesítés |
| Versenyző         | Sífutás | Sífutás | Sífutás | 1. ugrás | 1. ugrás | 2. ugrás | 2. ugrás | Össz.   | Össz.   | Összesítés | Összesítés |
| Versenyző         | Idő     | Pont    | Hely.   | Távolság | Pont     | Távolság | Pont     | Pont    | Hely.   | Pont       | Helyezés   |
| ----------------- | ------- | ------- | ------- | -------- | -------- | -------- | -------- | ------- | ------- | ---------- | ---------- |
| Jamada Sinzó      | 1:31:28 | 153,6   | 35.     | 38,5     | 88,1     | 46,0     | 37,1     | 125,2   | 45.     | 278,8      | 43.        |
| Szekido Cutomu    | 1:32:48 | 147,0   | 40.     | 43,0     | 90,0     | 45,0     | 93,3     | 183,3   | 25.     | 330,3      | 35.        |
| Szekigucsi Iszamu | 1:32:40 | 147,7   | 38.     | 48,0     | 100,1    | 48,5     | 103,1    | 203,2   | 7.      | 350,9      | 29.        |

## Gyorskorcsolya
| Versenyző         | Versenyszám | Eredmény | Helyezés |
| ----------------- | ----------- | -------- | -------- |
| Csó Nicsiko       | 5000 m      | 9:08,7   | 27.*     |
| Csó Nicsiko       | 10 000 m    | 19:00,1  | 26.      |
| Isihara Sózó      | 500 m       | 44,1     | 4.       |
| Isihara Sózó      | 1500 m      | 2:26,7   | 19.      |
| Kavamura Jaszuo   | 1500 m      | 2:29,6   | 28.      |
| Kin Szeien        | 1500 m      | 2:25,0   | 15.      |
| Kin Szeien        | 5000 m      | 8:55,9   | 21.      |
| Kin Szeien        | 10 000 m    | 18:02,7  | 13.      |
| Nakamura Reikicsi | 500 m       | 45,0     | 11.*     |
| Nandó Kunio       | 500 m       | 46,6     | 22.*     |
| Nandó Kunio       | 5000 m      | 9:20,1   | 31.      |
| Ri Szeitoku       | 500 m       | 45,9     | 16.*     |
| Ri Szeitoku       | 1500 m      | 2:28,9   | 23.*     |
| Ri Szeitoku       | 5000 m      | 9:08,7   | 27.*     |
| Ri Szeitoku       | 10 000 m    | 18:50,3  | 25.      |

* - egy másik versenyzővel azonos eredményt ért el

## Jégkorong
| Japán férfi jégkorongcsapat-játékoskeret                                               | Japán férfi jégkorongcsapat-játékoskeret                                 | Japán férfi jégkorongcsapat-játékoskeret |
| -------------------------------------------------------------------------------------- | ------------------------------------------------------------------------ | ---------------------------------------- |
| - Furuja Kenicsi - Honma Teidzsi - Hajama Maszahiro - Hirano Szuszumu - Icsikava Tacuo | - Kamei Sinkicsi - Kitazava Maszatacu - Kinosita Kozue - Sódzsi Tosihiko |                                          |

### Eredmények
Csoportkör
D csoport
| Csapat         | M | Gy | D | V | G+ | G– | Gk | P |
| -------------- | - | -- | - | - | -- | -- | -- | - |
| Nagy-Britannia | 2 | 2  | 0 | 0 | 4  | 0  | +4 | 4 |
| Svédország     | 2 | 1  | 0 | 1 | 2  | 1  | +1 | 2 |
| Japán          | 2 | 0  | 0 | 2 | 0  | 5  | –5 | 0 |

| 1936. február 7. | Nagy-Britannia (GBR) | 3 – 0 (2–0, 0–0, 1–0) | Japán | Garmisch-Partenkirchen |

|  |  |  |  |  |
|  |  |  |  |  |
|  |  |  |  |  |
|  |  |  |  |  |

| 1936. február 8. | Svédország (SWE) | 2 – 0 (1–0, 1–0, 0–0) | Japán | Garmisch-Partenkirchen |

|  |  |  |  |  |
|  |  |  |  |  |
|  |  |  |  |  |
|  |  |  |  |  |

| Csapat | Helyezés |
| ------ | -------- |
| Japán  | 13.      |

## Műkorcsolya
| Versenyző          | Versenyszám  | Kötelező elemek   | Kötelező elemek | Kűr               | Kűr   | Összesítés                     | Összesítés                     | Összesítés                     | Összesítés                     | Összesítés                     | Összesítés                     | Összesítés                     | Összesítés        | Összesítés  | Összesítés | Összesítés |
| Versenyző          | Versenyszám  | Kötelező elemek   | Kötelező elemek | Kűr               | Kűr   | Helyezési pontszámok bírónként | Helyezési pontszámok bírónként | Helyezési pontszámok bírónként | Helyezési pontszámok bírónként | Helyezési pontszámok bírónként | Helyezési pontszámok bírónként | Helyezési pontszámok bírónként | Több. hely. száma | Hely. össz. | Pont       | Helyezés   |
| Versenyző          | Versenyszám  | Több. hely. száma | Hely.           | Több. hely. száma | Hely. | 1                              | 2                              | 3                              | 4                              | 5                              | 6                              | 7                              | Több. hely. száma | Hely. össz. | Pont       | Helyezés   |
| ------------------ | ------------ | ----------------- | --------------- | ----------------- | ----- | ------------------------------ | ------------------------------ | ------------------------------ | ------------------------------ | ------------------------------ | ------------------------------ | ------------------------------ | ----------------- | ----------- | ---------- | ---------- |
| Katajama Tosiicsi  | Férfi egyéni | 4×16+             | 17.             | 4×16+             | 16.   | 20,0                           | 15,0                           | 13,0                           | 14,0                           | 14,0                           | 17,0                           | 15,0                           | 5×15+             | 108,0       | 2431,9     | 15.        |
| Oimacu Kazujosi    | Férfi egyéni | 4×20+             | 20.             | 4×19+             | 19.   | 21,0                           | 20,0                           | 17,0                           | 21,0                           | 19,0                           | 20,0                           | 21,0                           | 4×20+             | 139,0       | 2332,3     | 20.        |
| Vatanabe Zendzsiró | Férfi egyéni | 5×23+             | 23.             | 4×18+             | 18.   | 23,0                           | 22,0                           | 20,0                           | 20,0                           | 20,0                           | 23,0                           | 19,0                           | 4×20+             | 147,0       | 2277,9     | 21.        |
| Haszegava Cugio    | Férfi egyéni | 7×24+             | 24.             | 6×22+             | 22.   | 22,0                           | 23,0                           | 23,0                           | 23,0                           | 24,0                           | 24,0                           | 23,0                           | 5×23+             | 162,0       | 2202,0     | 23.        |
| Inada Ecuko        | Női egyéni   | 5×13+             | 13.             | 4×10+             | 11.   | 11,0                           | 9,0                            | 11,0                           | 11,0                           | 12,0                           | 12,0                           | 11,0                           | 5×11+             | 77,0        | 2576,7     | 10.        |

## Sífutás
| Versenyző                                              | Versenyszám     | Eredmény | Helyezés |
| ------------------------------------------------------ | --------------- | -------- | -------- |
| Jamada Ginzó                                           | 18 km           | 1:33:17  | 56.      |
| Jamada Sinzó                                           | 18 km           | 1:31:28  | 49.      |
| Szekido Cutomu                                         | 18 km           | 1:32:48  | 55.      |
| Tadano Hirosi                                          | 18 km           | 1:35:28  | 59.      |
| Tadano Hirosi                                          | 50 km           | 4:10:23  | 28.      |
| Okajama Tadao                                          | 50 km           | 4:30:28  | 34.      |
| Jamada Ginzó Szekido Cutomu Jamada Sinzó Tadano Hirosi | 4 × 10 km váltó | 3:10:59  | 12.      |

## Síugrás
| Versenyző       | 1. ugrás | 1. ugrás | 1. ugrás | 2. ugrás | 2. ugrás | 2. ugrás | Összesítés | Összesítés |
| Versenyző       | Távolság | Pont     | Hely.    | Távolság | Pont     | Hely.    | Pont       | Helyezés   |
| --------------- | -------- | -------- | -------- | -------- | -------- | -------- | ---------- | ---------- |
| Adacsi Goró     | 73,0     | 109,4    | 7.*      | 71,0     | 41,4     | 46.      | 150,8      | 45.        |
| Iguro Maszadzsi | 74,5     | 107,6    | 11.      | 72,5     | 110,6    | 6.       | 218,2      | 7.         |
| Mijadzsima Ivao | 63,5     | 95,8     | 33.      | 63,5     | 98,8     | 29.      | 194,6      | 31.        |
| Tacuta Sindzsi  | 73,5     | 45,2     | 46.      | 77,0     | 56,0     | 45.      | 101,2      | 46.        |

* - egy másik versenyzővel azonos eredményt ért el